# Рагиб, Гафар
Гафар Рагиб (азерб. Qafar Rağib; 1 ноября 1818, Шемахы, Ширванское ханство, Российская империя — 30 ноября 1891, Шемахы, Шемахинский уезд, Бакинская губерния, Российская империя) — азербайджанский поэт XIX века, член литературного общества «Бейтус-сафа».

## Биография
Гафар Рагиб родился 1 ноября 1818 года в Шемахы в семье у Мухаммеда Саида (Заида). Начально образование он получил в родном городе, а позже занимался торговлей. В 1860-х годах вступил в литературный кружок «Бейтус-сафа». Основная часть литературного наследия Рагиба была утеряна в 1902 году при Шемахинском землетрясении. Остались всего пять газелей поэта, записанных Сеид Азимом Ширвани. Рагиб скончался 30 ноября 1891 года.